# استهلال

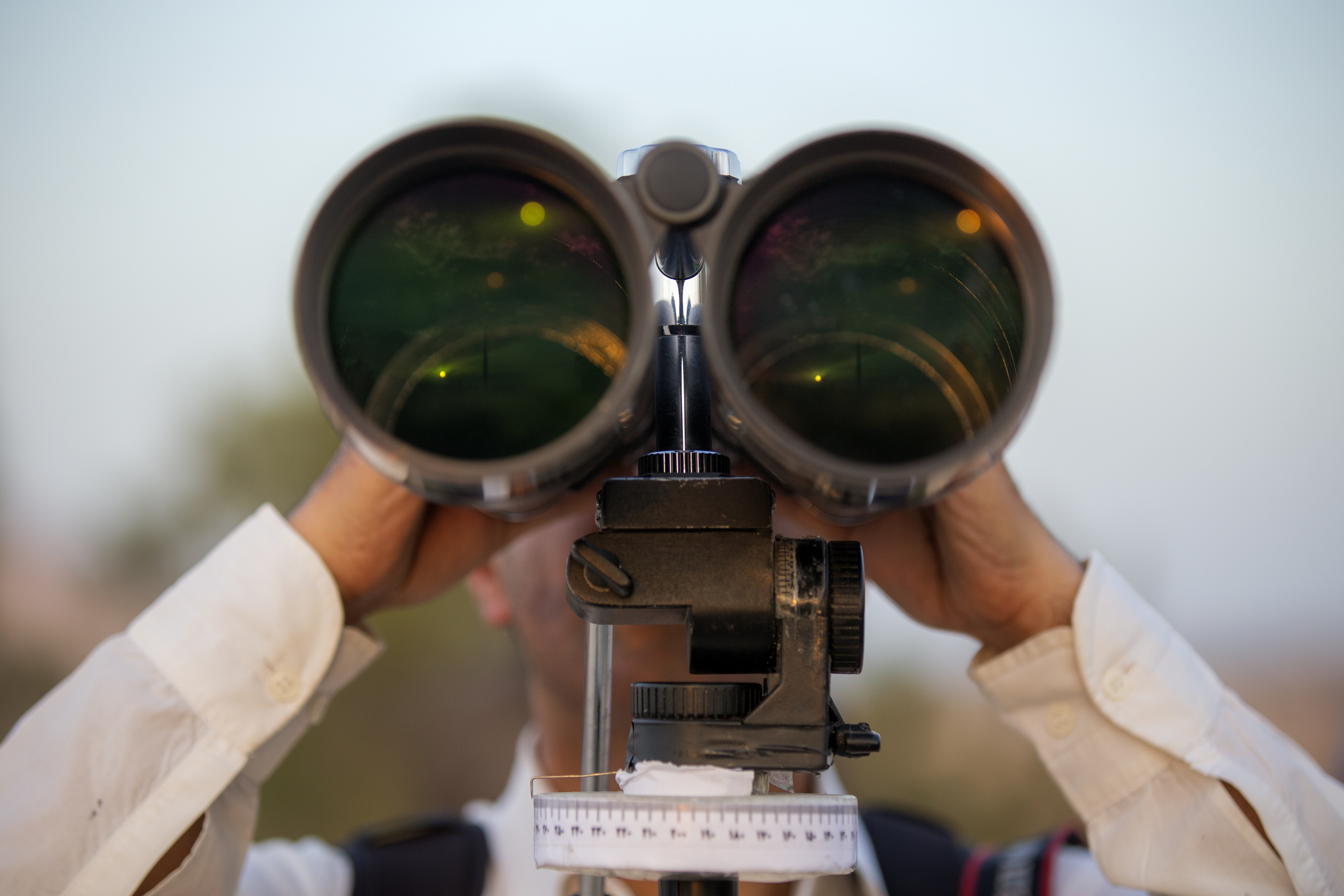
استهلال ماه در بلندی های شهر قم

استهلال (هلال‌بینی، بَرن‌بینی) تلاش برای رؤیت هلال ماه را گویند. این عمل دارای ارزش نجومی است، زیرا ماه قمری ممکن است ۲۹ یا ۳۰ روزه باشد و مشاهده ماه نو گاه کاری دشوار و نیازمند محاسبات نجومی است. از نظر اسلام نیز این کار مهم و مستحب محسوب می‌شود. زیرا مناسبت‌های دین اسلام بر مبنای گاه‌شمار قمری تنظیم شده‌است.

## راه‌های ثابت شدن اول ماه
بنا بر نظر مراجع تقلید شیعه اول ماه به چهار یا پنج راه ثابت می‌شود.
1. خود انسان ماه را ببیند.
2. عده‌ای که از گفته آنان یقین یا اطمینان پیدا می‌شود، بگویند ماه را دیده‌ایم یا هر چیزی که بواسطه آن یقین حاصل شود.
3. دو انسان عادل بگویند که در شب ماه را دیده‌ایم.
4. سی روز از اول ماه قبل بگذرد.
5. حاکم شرع حکم کند که اول ماه است.

برخی مراجع تقلید شیعه از جمله خویی، سیستانی، صافی، وحید خراسانی و صانعی تنها همین چهار شرط را تأیید می‌کنند. در مقابل برخی مراجع دیگر از جمله اراکی، گلپایگانی، خمینی، منتظری، مکارم شیرازی و بهجت معتقدند اول ماه به حکم حاکم شرع نیز ثابت می‌شود مگر اینکه فرد مطمئن باشد که حاکم شرع اشتباه کرده‌است.

## ملاکهای رؤیت

### شهرهای هم افق
آیت‌الله بهجت و خمینی معتقدند اگر ماه در شهری رویت شود فقط در همان شهر اول ماه است و بقیه شهرها مستقل‌اند. اراکی، گلپایگانی، سیستانی و مکارم شیرازی معتقدند اگر ماه در شهری رویت شود، در تمام شهرهای کره زمین که با آن شهر هم افق‌اند یا در غرب آن شهر قرار دارند (آفتاب در آن‌ها دیرتر غروب می‌کند) اول ماه خواهد بود و نیز خویی، نوری همدانی، وحید خراسانی و صانعی معتقدند اگر در شهری ماه دیده شود در تمام شهرهایی که بخشی از شب آن‌ها با شب این شهر مشترک است اول ماه است.

### محاسبات نجومی
بنا به نظر مشهور اول ماه با پیشگویی منجمین ثابت نمی‌شود، مگر اینکه انسان از گفته آنان یقین یابد.

### امارات ماه
بنا به نظر مشهور، نشانه‌های نجومی ماه مانند بلند بودن یا دیر غروب کردن (مکث) نشانه آن نیست که شب پیش اول ماه بوده‌است. بعضی فقها طوق دار بودن ماه را دلیلی بر اثبات آغاز ماه در شب قبل دانسته‌اند و همچنین در صورت احتساب سی روزه ماه قبل به دلیل پنهان ماندن، وجود بدر ماه در شب ۱۳ را دلیل تأخیر یکروزه ماه می‌دانند.

### رؤیت اپتیکی

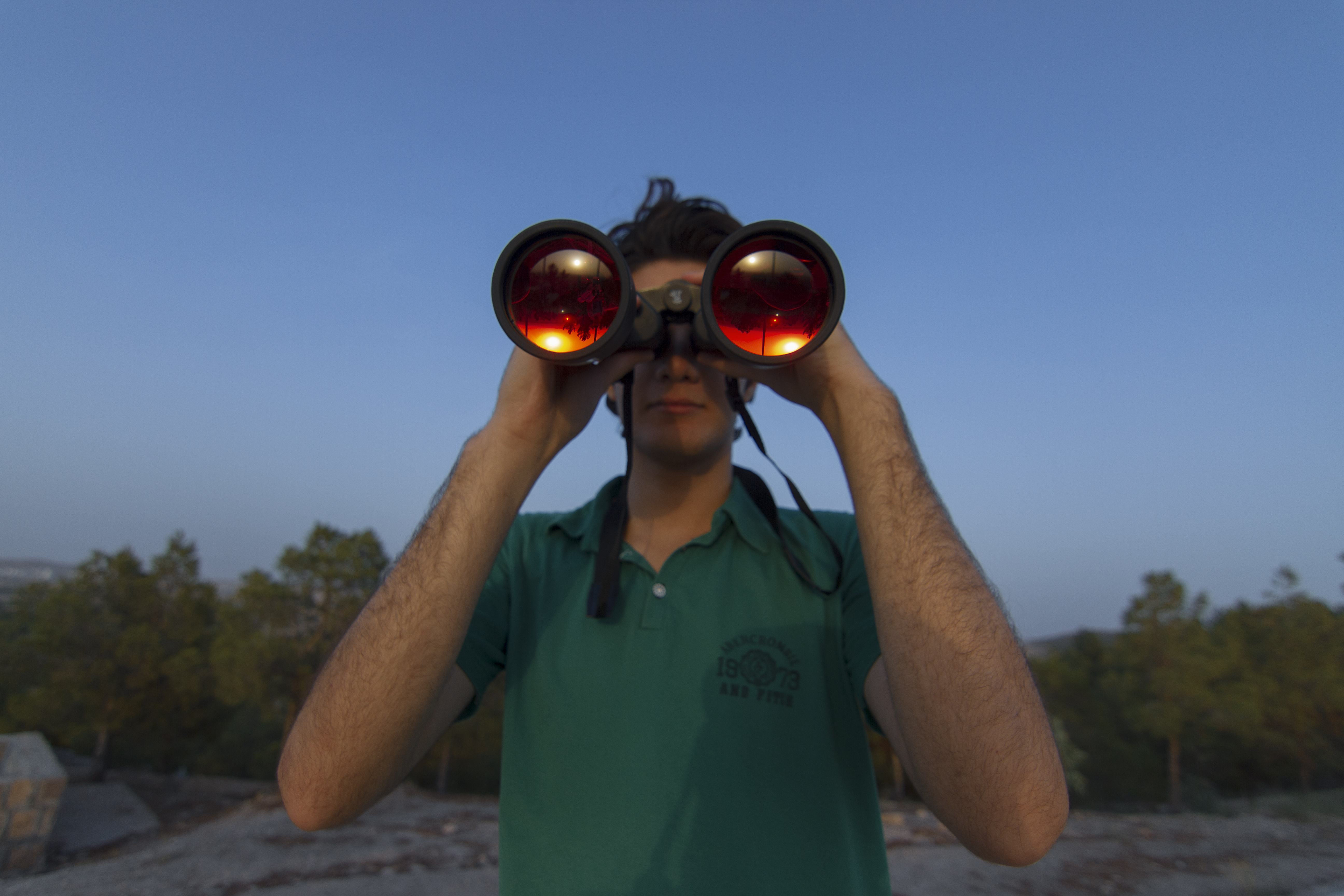
رویت اپتیکی هلال ماه با دوربین دو چشمی در ایران

در سنت فقهی رؤیت هلال ماه با چشم غیرمسلح بوده و در دهه‌های اخیر بعضی مراجع چون سید علی خامنه‌ای و فاضل لنکرانی رؤیت با وسایل اپتیکی (دوربین یا تلسکوپ) را نیز ملاک دانسته‌اند، صادقی تهرانی نیز دیدن هلال را در انحصار چشم عادی یا وسیله‌ای خاص نمی‌داند، که چشم مسلح یا محاسبات نجومی نیز همین حکم را دارد، بهجت، تبریزی، سیستانی، صافی، نوری همدانی، مکارم شیرازی و وحید خراسانی دیدن با ابزار نجومی را تنها در صورت اطمینان بخش بودن ملاک دانسته‌اند؛ و سید موسی شبیری زنجانی با تجدیدنظر در فتوای سابق خود تنها دیدن با چشم غیرمسلح را ملاک می‌داند.

## ویژگی‌های نجومی استهلال
برای رویت‌پذیری هلال حداقل ویژگی‌ها و حداقل‌های نجومی ماه، هنگام غروب خورشید از قرار زیرند:
- حداقل ارتفاع ماه: ۷ درجه
- حداقل جدایی زاویه سمتی از خورشید: ۱۳٫۳
- حداقل ضخامت کمان ماه: ۱۵ ثانیه قوسی
- فاز ماه (در صد مساحت روشنایی): ۱ درصد
- مکث ماه، مدت زمان حضور ماه در آسمان از غروب خورشید تا افول ماه است. (لحظه متوسط رویت‌پذیری ۴:۹ ضرب در زمان مکث است)
- سن هلال ماه (زمان پس از مقارنه تا غروب) نیز از ملاکهای نجومی رویت است. هلال ماه تا ۲۰ ساعت (جوان)، ۲۰–۲۷ ساعت (میانسال) و بیشتر از ۲۷ ساعت (پیر) تلقی می‌شود.
- هنگام استهلال، اوج ماه رویت را مشکل تر و حضیض آن را نسبتاً آسانتر می‌کند. (بعلت تغییر فاصله و تفاوت اندازه قوسی قطر ماه)
- طول کمان هلال ماه در بهترین وضعیت حداکثر ۱۸۰ درجه است.
- زاویه هلال با افق نیز در صورت هم سمتی ماه با خورشید ۱۸۰ درجه است.

## گالری استهلال ماه

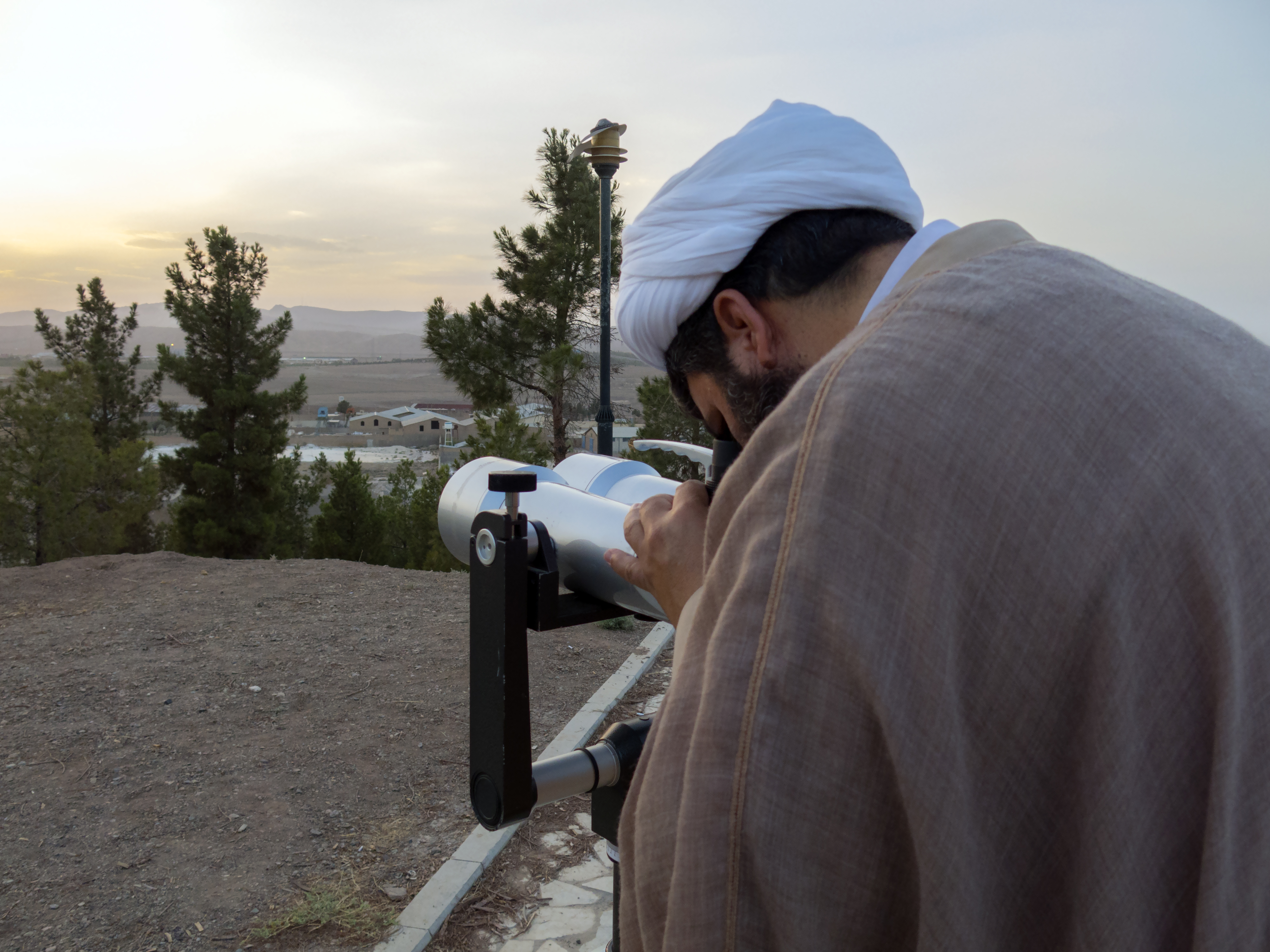
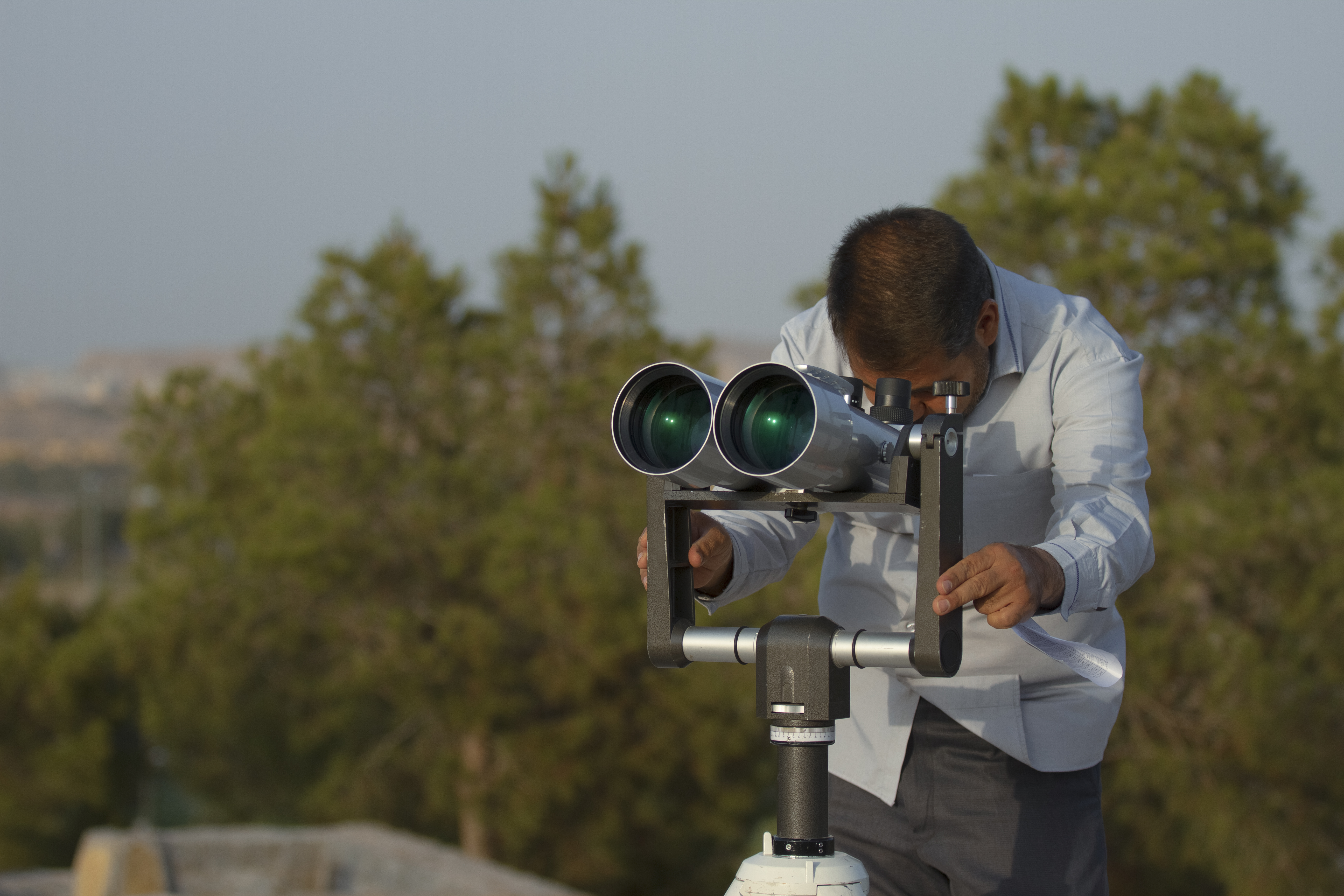
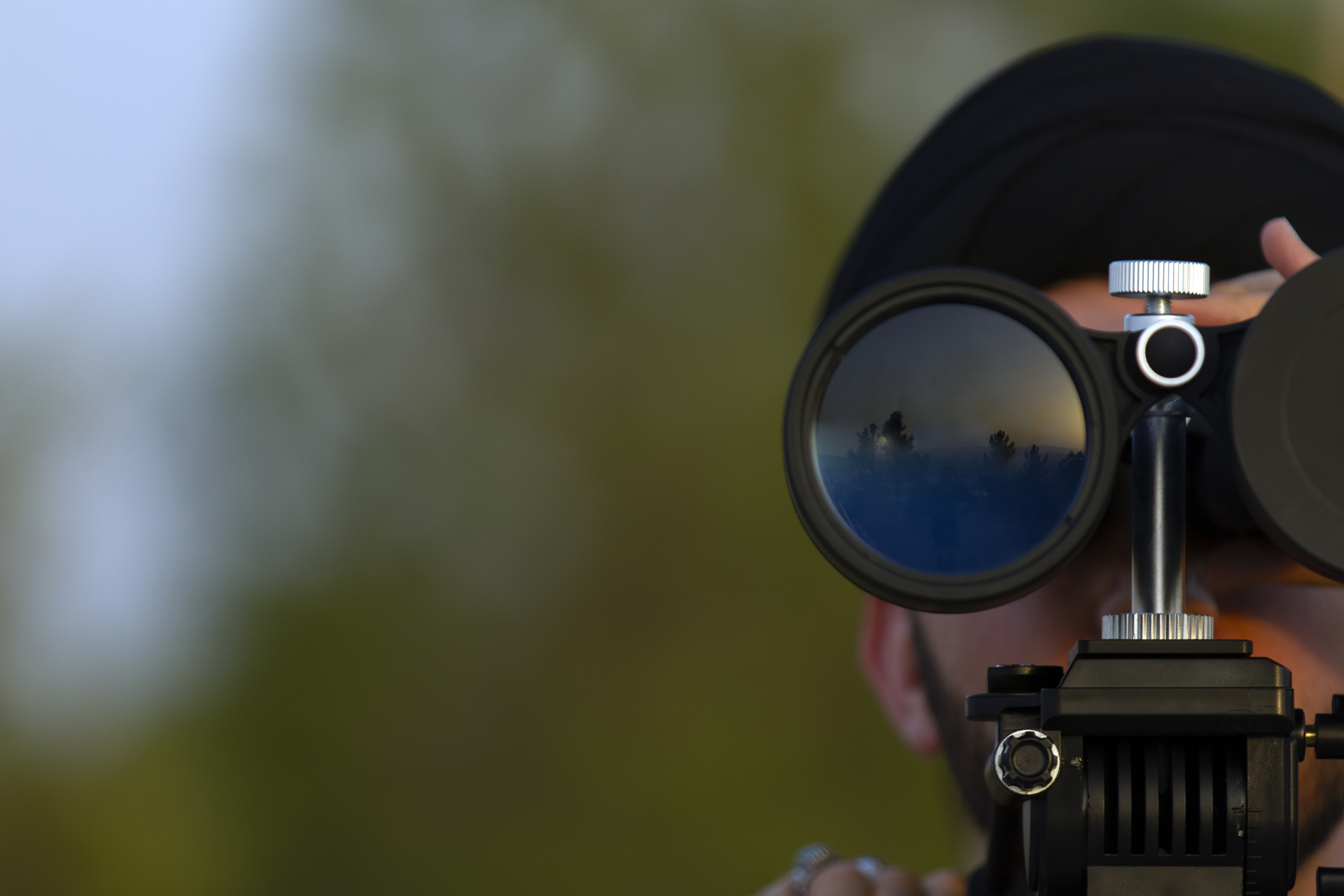
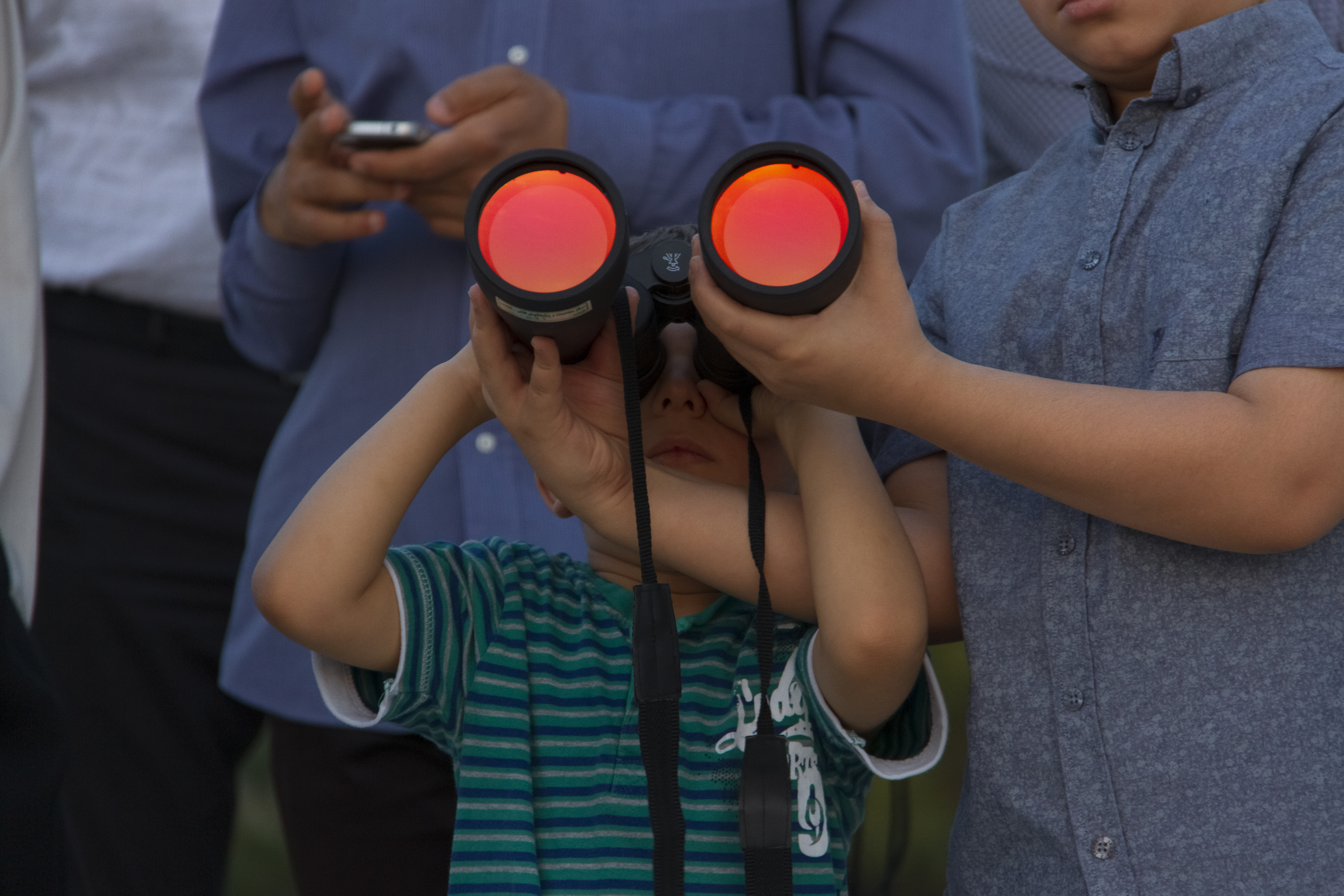
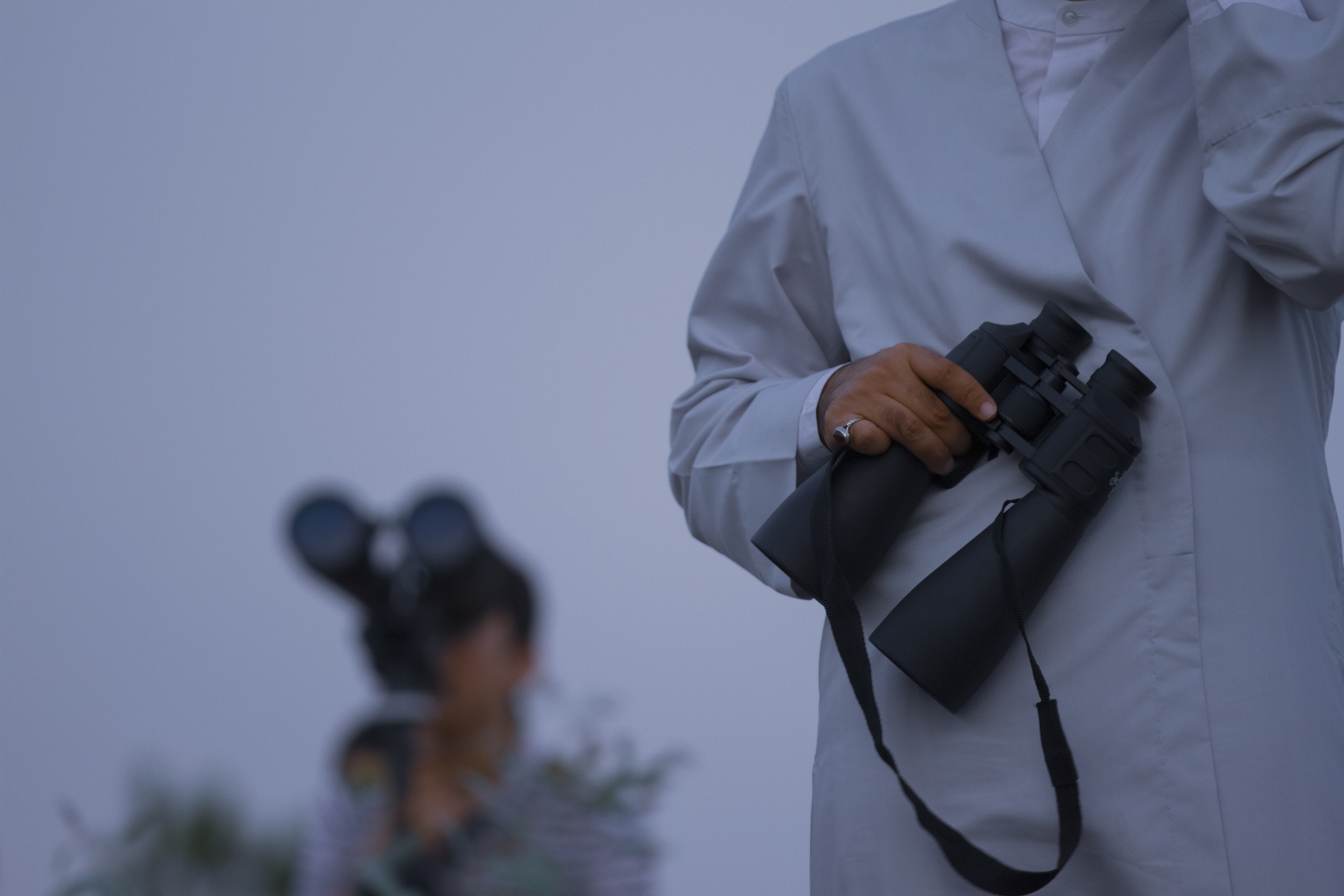
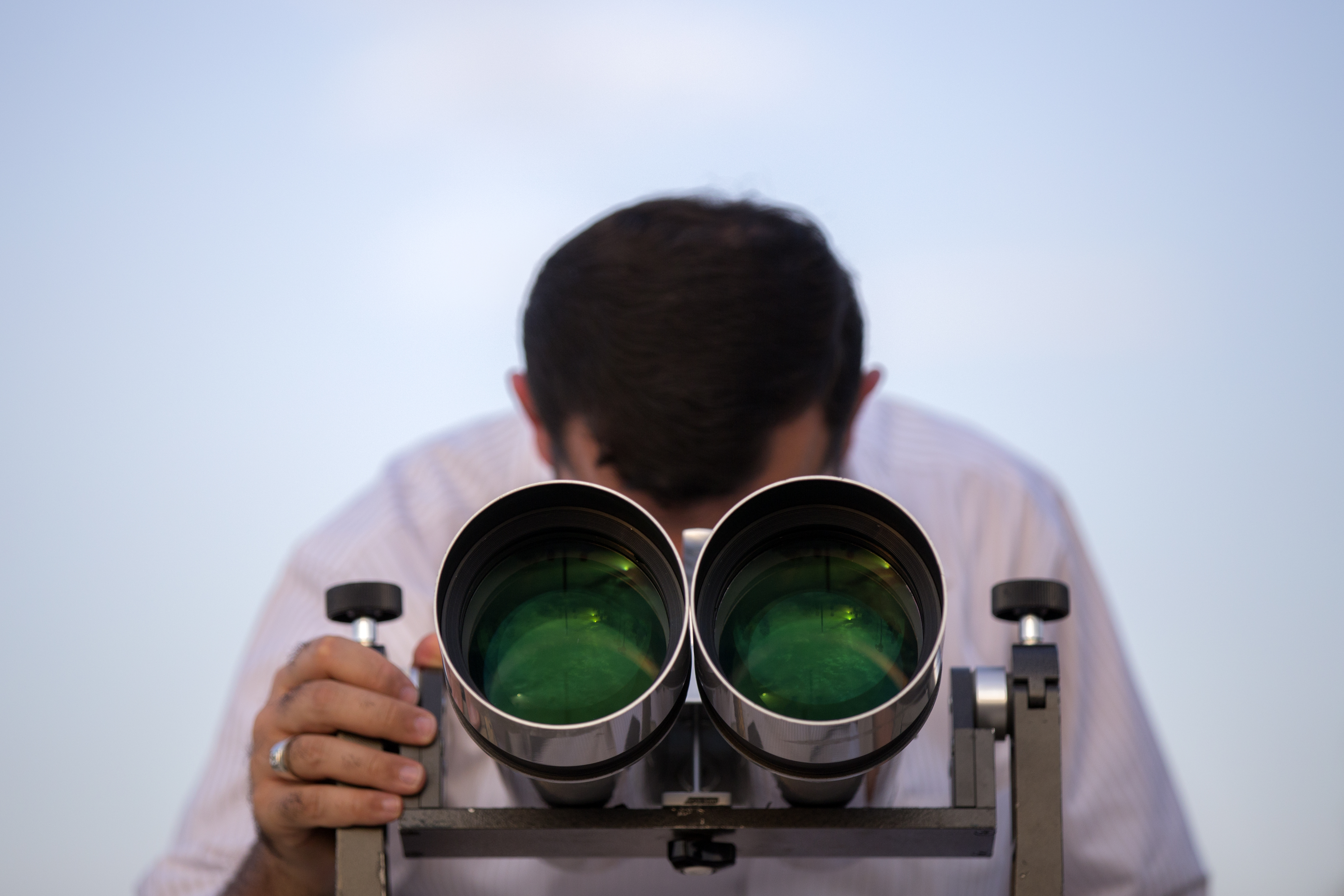
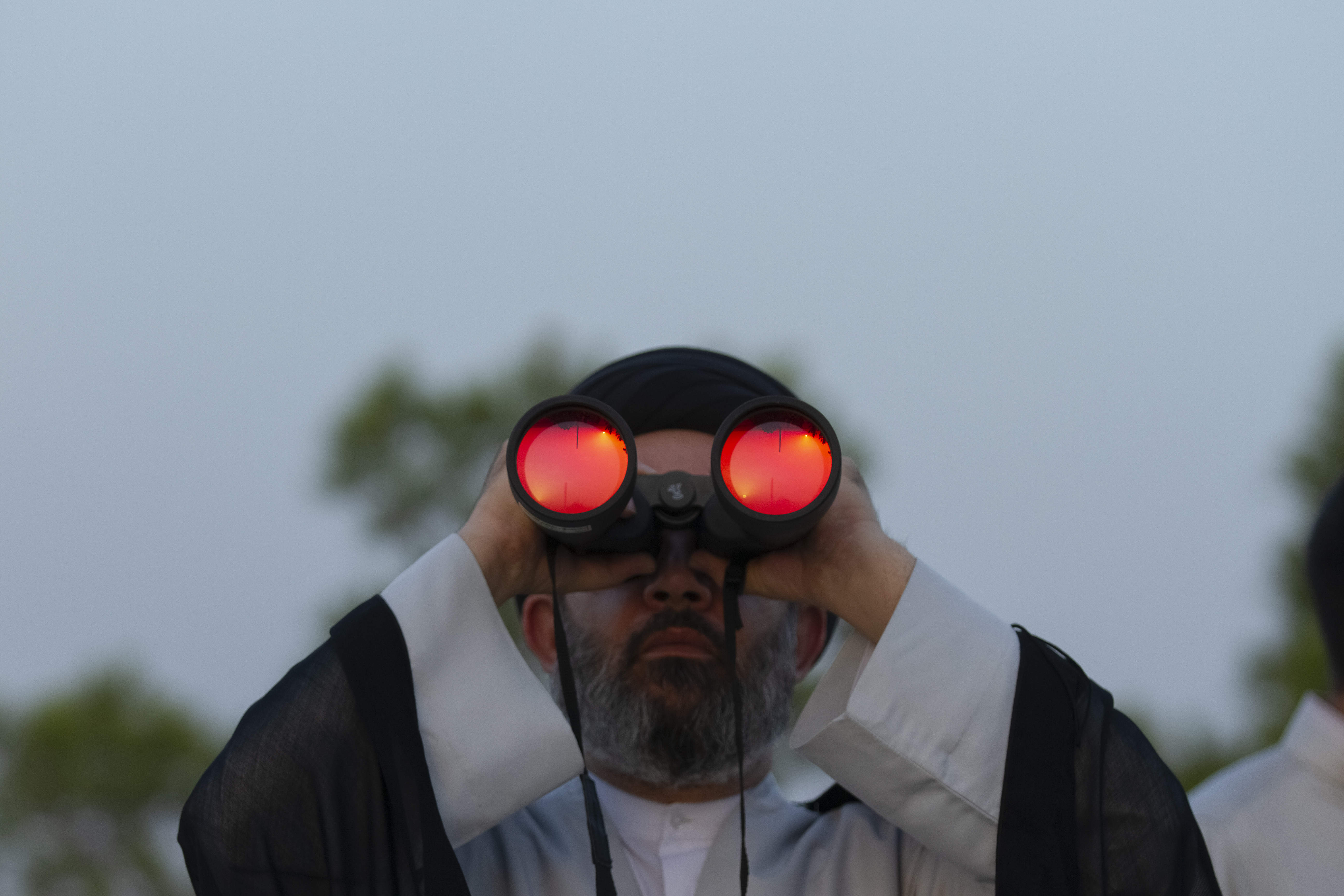
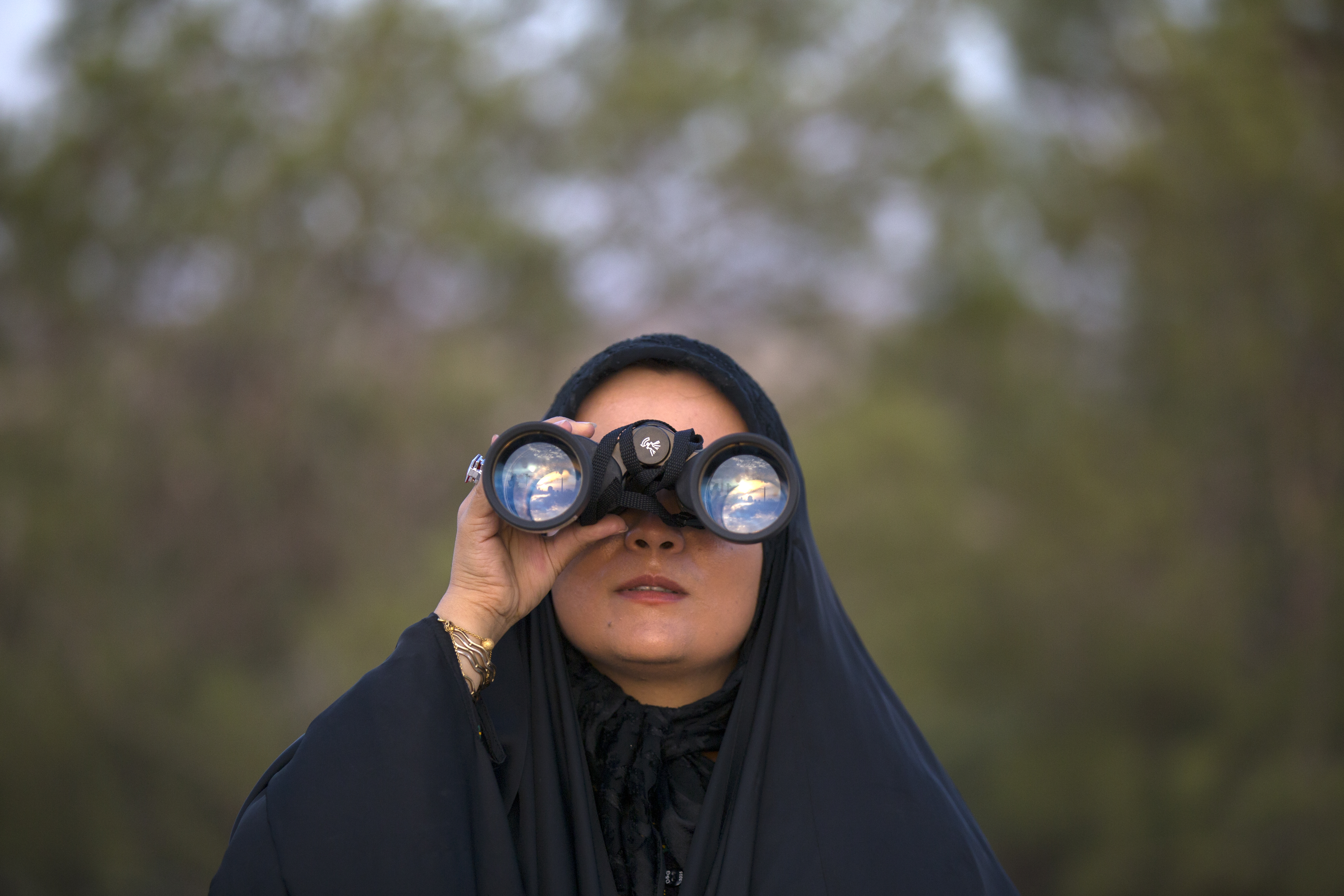
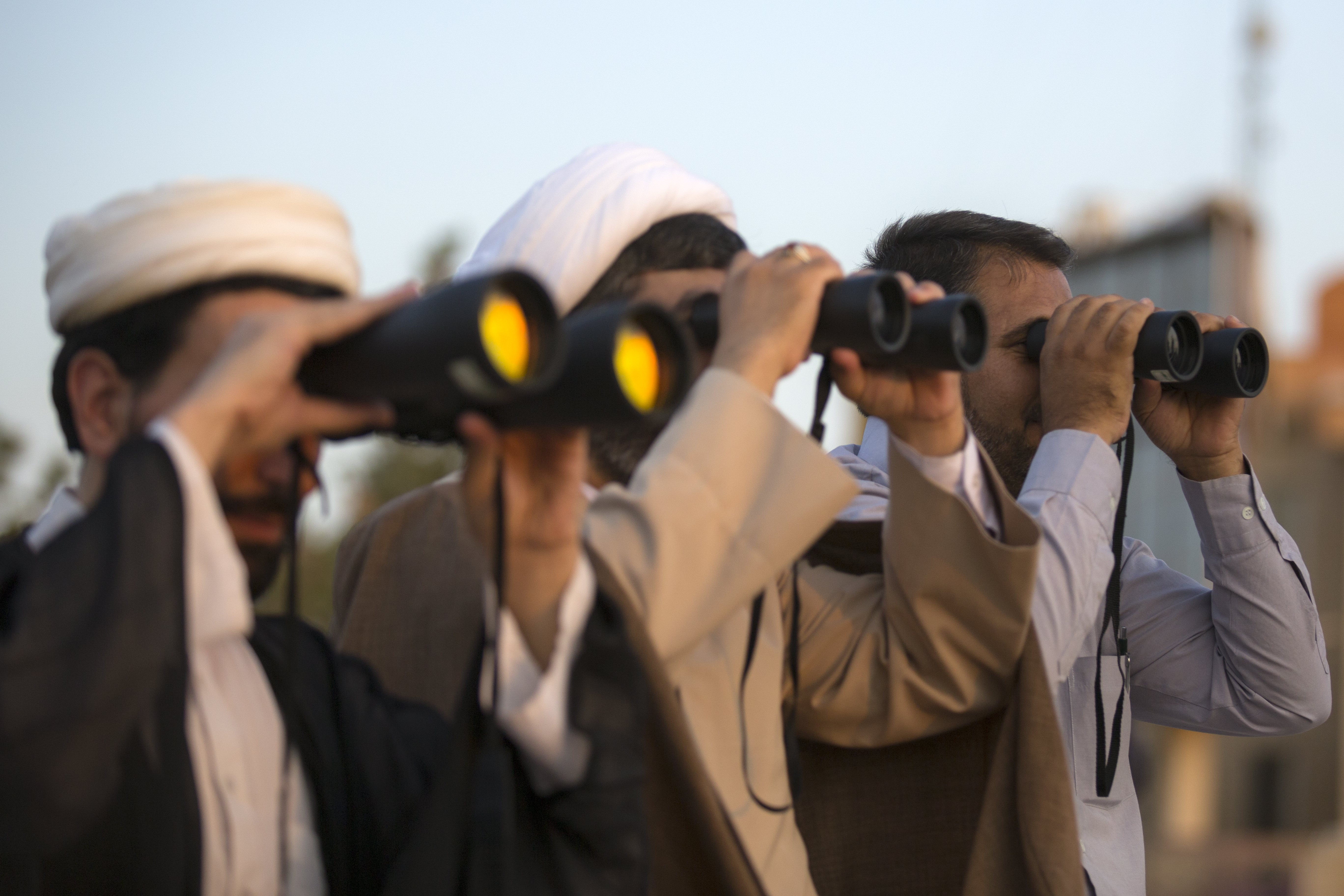

### رصد هلال ماه رمضان و شوال ۱۴۲۹
- گزارش جهانی رصد ماه رمضان ۱۴۲۹
- گزارش جهانی رصد ماه شوال(عید فطر)
- استهلال ماه مبارک رمضان در سراسر کشور
- احتمال رؤیت هلال ماه در غروب ۲۹ شعبان ضعیف است[پیوند مرده]